# 科利斯 (明尼蘇達州)
科利斯（英語：Collis）是位於美國明尼蘇達州特拉弗斯縣塔拉鎮區的一個非建制地區。

## 歷史
科利斯得名自位於愛爾蘭的塔拉山，即「山」的拉丁語。科利斯的郵局於1885年成立，其後於1954年停運。

## 地理
科利斯所處的海拔為高於海平面325米（即1066英呎），而該地所採用的時區為UTC-6，即北美中部時區（CST）。同時該地設有夏令時間，為UTC-6調快一小時，即UTC-5（CDT）。